# Schweizer SGU 2-22
Schweizer SGU 2-22 là một loại tàu lượn huấn luyện của Hoa Kỳ, do Schweizer Aircraft ở Elmira, New York chế tạo.

## Biến thể
SGU 2-22
SGU 2-22A
SGU 2-22B
SGU 2-22C
SGU 2-22CK
SGU 2-22E
SGU 2-22EK

## Tính năng kỹ chiến thuật
Đặc điểm tổng quát
- Kíp lái: 2
- Sải cánh: 43 ft 0 in (13.11 m)
- Diện tích cánh: 210 ft2 (19.5 m2)
- Tỉ số mặt cắt: 8.81
- Kết cấu dạng cánh: NACA 43012A
- Trọng lượng rỗng: 470 lb (213 kg)
- Trọng lượng có tải: 900 lb (408 kg)

Hiệu suất bay
- Vận tốc cực đại: 90 mph (144 km/h)
- Hệ số bay lướt dài cực đại: 17 ở vận tốc 47 mph (75 km/h)
- Vận tốc xuống: 210 ft/min (1,07 m/s)